# 黎兴江
黎兴江（1932年—2020年11月4日），女，四川涪陵人，中国苔藓植物学家，中国科学院昆明植物研究所研究员，中国西南苔藓植物学奠基人。